# Callan Chythlook-Sifsof
Callan Chythlook-Sifsof (ur. 19 sierpnia 1989 w Anchorage) – amerykańska snowboardzistka, startująca od 2005. Startowała na igrzyskach w Vancouver. W snowcrossie zajęła 21. miejsce.

## Sukcesy

### Igrzyska olimpijskie
| Miejsce | Dzień     | Rok  | Miejscowość | Konkurencja    | Zwycięzca     |
| ------- | --------- | ---- | ----------- | -------------- | ------------- |
| 21.     | 16 lutego | 2010 | Vancouver   | Snowboardcross | Maëlle Ricker |

### Mistrzostwa świata
| Miejsce | Dzień       | Rok  | Miejscowość | Konkurencja    | Zwycięzca          |
| ------- | ----------- | ---- | ----------- | -------------- | ------------------ |
| 19.     | 14 stycznia | 2007 | Arosa       | Snowboardcross | Lindsey Jacobellis |
| 26.     | 18 stycznia | 2011 | La Molina   | Snowboardcross | Lindsey Jacobellis |

### Puchar Świata

#### Miejsca w klasyfikacji generalnej
- 2006/2007 – 36.
- 2007/2008 – 54.
- 2008/2009 – 131.
- 2009/2010 – 63.
- 2010/2011 –

#### Pozostałe miejsca na podium w zawodach
1. Furano – 17 lutego 2007 (snowboardcross) – 3. miejsce
2. Arosa – 24 marca 2011 (snowboardcross) – 2. miejsce

- W sumie (0 zwycięstw, 1 drugie i 1 trzecie miejsce).